# Palos (cráter)
Palos es un cráter de impacto del planeta Marte a 2.7 sur y 110.8 este. El impacto causó un boquete de 55 kilómetros de diámetro. El nombre fue aprobado en 2000 por la Unión Astronómica Internacional en honor a una ciudad española, Palos de la Frontera.